# 坡头乡 (渑池县)
坡头乡，是中华人民共和国河南省三門峽市渑池县下辖的一个乡镇级行政单位。

## 行政区划
坡头乡下辖以下地区：
坡头村、岭南村、西川村、汪坟村、观吊村、城头村、泰山村、韶峰村、不召寨村、茹窑村、韩家坑村、土岭村、杨树洼村、白羊山村、浪地村和窑地村。